# Tadeusz Hilczer
Tadeusz Hilczer (ur. 29 grudnia 1929) – polski fizyk, profesor nauk fizycznych, nauczyciel akademicki Uniwersytetu im. Adama Mickiewicza w Poznaniu.

## Życiorys
Pracuje jako profesor nadzwyczajny w Zakładzie Fizyki Dielektryków Wydziału Fizyki UAM. W pracy badawczej specjalizuje się w fizyce dielektryków oraz fizyce doświadczalnej.
Autor monografii Wpływ ciśnienia hydrostatycznego na własności dielektryczne cieczy dipolowych i ich roztworów (wyd. 1975) oraz redaktor naukowy pracy zbiorowej pt. Spektroskopowe i dielektryczne badania izomerii rotacyjnej chlorowcopochodnych węglowodorów nasyconych (wyd. 1978). Pod jego redakcją powstał też podręcznik akademicki pt. Fizyka doświadczalna. Podręcznik dla studentów szkół wyższych. Cz. 4, Optyka (wyd. 1983, ISBN 83-01-03094-1). Ponadto autor Ćwiczeń z fizyki jądrowej (wyd. 1975).
Jest synem Juliusza Jana Hilczera (1896-1957) oraz Janiny Chomickiej (1902-1982). Jego siostrą była archeolog i mediewista Zofia Hilczer-Kurnatowska (1932-2013), a szwagrem archeolog Stanisław Kurnatowski (1929-2015), mąż Zofii.